# Antonio Orejudo
Antonio Orejudo (Madrid, 1963) es un escritor español (ensayista, novelista y crítico literario).

## Biografía
Licenciado en Filología Hispánica por la Universidad Autónoma de Madrid. Doctorado en Estados Unidos (State University of New York at Stony Brook), país donde trabajó como profesor durante siete años. Investigador invitado en la Universidad de Ámsterdam, ejerció más tarde como profesor titular de Literatura Española en varias universidades españolas hasta establecerse en la Universidad de Almería como profesor de Literatura.
Su debut literario fue con Fabulosas Narraciones por Historias que salió a la luz en 1996, galardonada con el Premio Tigre Juan a la mejor primera novela del año.
Ganador del XV Premio Andalucía de Novela con la obra Ventajas de viajar en tren, que fue calificada por el presidente del jurado, Juan José Millás, como "una obra maestra". La novela fue adaptada al cine con el mismo título, Ventajas de viajar en tren,  estrenada en 2019, por el director Aritz Moreno y protagonizada por Luis Tosar, Ernesto Alterio, Pilar Castro y Belén Cuesta. La película fue nominada a 4 premios Goya y ganó el premio Feroz a Mejor Comedia
Autor de numerosos artículos de crítica publicados en Babelia, ABC Cultural, o Letras Libres entre otros medios de prensa.
Considerado por el profesor Juan Antonio López Rivera como uno de los mayores representantes de la generación de escritores nacidos en la década de 1960: «En Orejudo (2004) podemos encontrar autores como Fernando Marías, Marcos Giralt Torrente, Eloy Tizón, Lorenzo Silva, Luis Magrinyà, Lucía Etxebarria, Juana Salabert, Andrés Ibáñez, Juan Bonilla, Luisa Castro, Javier Azpeitia, Lola Beccaria, Germán Sierra o Antonio Álamo. En Sánchez Magro (2003), donde se califica a este grupo de escritores como “generación inexistente” por su carencia de identidad y su indeterminación dentro del panorama literario español, se añaden a la lista Felipe Benítez Reyes, José Carlos Somoza, Ángela Vallvey y Belén Gopegui. Y aún cabría engrosar la nómina con nombres como Rafael Reig, Javier Cercas, Ignacio Martínez de Pisón, Francisco Casavella, Martín Casariego, y muchos más.»

## Novelas
- Fabulosas narraciones por historias (novela), Madrid, Editorial Lengua de Trapo, 1996. Reed. reedición Tusquets 2007. Premio Tigre Juan
- Ventajas de viajar en tren (novela), Madrid, Alfaguara, 2000. Traducido al francés (De l'avantage de voyager en train, Albi, Passage du Nord/Ouest)
- La nave (novela corta), Sevilla, Servicio de publicaciones Junta de Andalucía. 2003
- Reconstrucción, Barcelona, Tusquets, 2005
- Un momento de descanso, Barcelona, Tusquets, 2011
- Los cinco y yo, Barcelona, Tusquets, 2017
- Grandes éxitos, Barcelona, Tusquets, 2018

## Libros de crítica y estudios literarios
- Cartas de batalla. Edición, introducción y notas, Barcelona, PPU, 1993.
- Las 'Epístolas familiares' de Antonio de Guevara en el contexto epistolar del Renacimiento, Madison, Hispanic Seminary of Medieval Studies, 1994.
- Mala suerte, Antonio Orejudo y Helena González Vela, Madrid, Santillana («Colección Lecturas graduadas»), 1995.
- Lope de Vega: Fuente Ovejuna, preparación, prólogo, apéndice y notas de Antonio Orejudo, Madrid, McGraw-Hill, 1996.
- Miguel de Cervantes: Tres novelas ejemplares (La ilustre fregona, El casamiento engañoso y Coloquio de los perros, edición, introducción, notas y orientaciones para el estudio de Antonio Orejudo, Madrid, Castalia, 1997.
- En cuarentena. Nuevos narradores y críticos a principios del siglo XXI, Antonio Orejudo, coordinador Murcia, Universidad, 2004.
- Narrativa utópica contemporánea, Valladolid, Universidad, 2020.

## Obra colectiva
- Páginas amarillas (Lengua de Trapo 1997). Junto con Nicolás Casariego, F.M., Luisa Castro, Daniel Múgica, Ray Loriga, José Ángel Mañas y Eloy Tizón, entre otros.
- ¡Mío Cid! (451 Editores, 2007). Otros autores que participan en el libro: Rafael Reig y Luisgé Martín